# Лхасанг
Лхасанг (тиб. ལྷ་བསངས; lhasang, lha-bsangs) — традиционный тибетский ритуал. «Лхасанг» переводится буквально как «предложение высокой чистоты». Выполняется как для мирских, так и духовных целей. В отличие от других ритуалов, лхасанг — это обращение не к конкретному божеству, а к различным буддам, бодхисатвам, защитникам и умершим учителям буддадхармы, «хорошим духам». Выполнять лхасанг могут не только ламы, но и миряне (по мере необходимости мужчина, глава домашнего хозяйства, выполняет его от имени всего семейства).
Лхасанг возник в добуддисткие времена и связан с религией бон.